# Inertia (Derek Sherinian)
Inertia è il secondo album in studio del tastierista statunitense Derek Sherinian, pubblicato il 17 aprile 2001 dalla Inside Out Music.

## Tracce
1. Inertia – 4:37 (musica: Derek Sherinian, Simon Phillips)
2. Frankenstein – 3:31 (musica: Edgar Winter)
3. Mata Hari – 6:33 (musica: Derek Sherinian, Simon Phillips, Tony Franklin)
4. Evel Knievel – 4:22 (musica: Derek Sherinian)
5. La pera loca – 5:04 (musica: Derek Sherinian, Simon Phillips)
6. Goodbye Porkpie Hat – 6:23 (musica: Mingus)
7. Astroglide – 4:35 (musica: Simon Phillips, Derek Sherinian)
8. What a Shame – 5:07 (musica: Derek Sherinian, Al Pitrelli)
9. Rhapsody Intro – 1:41 (musica: Derek Sherinian, Virgil Donati)
10. Rhapsody in Black – 6:20 (musica: Virgil Donati, Derek Sherinian)

## Formazione
- Derek Sherinian – tastiera
- Steve Lukather – chitarra (tracce 1, 3, 5, 6, 8-10), sitar elettrico (traccia 3)
- Simon Phillips – batteria (eccetto traccia 9)
- Jerry Goodman – violino elettrico (tracce 1, 7)
- Tom Kennedy – basso (tracce 1, 6 e 10)
- Zakk Wylde – chitarra (tracce 2, 4), chitarra acustica (traccia 8)
- Tony Franklin – basso (tracce 2-4, 8)
- Jimmy Johnson – basso (tracce 5, 7)